# カマルルザマン・ハッサン
カマルルザマン・ハッサン（マレー語: Kamarulzaman Hassan、1979年1月17日 - ）は、マレーシアの元サッカー選手、現サッカー指導者。元マレーシア代表。現役時代のポジションはゴールキーパー。

## クラブ歴
ペナンFAのユース出身で、2000年にトップチームに昇格、2003年まで在籍した。その後、サラワクFAを経て再びペナンFAに在籍、ムラカFA、プロトンFCを経て引退した。

## 代表歴
2000年の2000 タイガーカップで代表初出場を果たした。
2001年にはムハマド・カリド・ジャムルス、アズミン・アズラム・アブドゥル・アジズと共に、夜遅くにディスコに行っていたため、2002 FIFAワールドカップ・アジア予選のカタール代表、パレスチナ代表、香港代表との試合に臨む代表から3人揃って落選した。
その後、U-23代表として参加した2001年東南アジア競技大会では決勝戦に進出し、1989年以来の金メダルに国内の期待も高まっていた。当時キャリアの絶頂期であった彼であったが、サラウット・トレーパンのクロスを弾き出そうとしたもののボールは彼に直撃、自らの後ろにあるゴールネットを揺らしてしまった。90+3分の出来事であり、この一点が決勝点となってマレーシアは敗北した。彼はこの責任をとり、以降の代表出場を固辞した。